# 伊方勝
伊方 勝（いかた まさる、1972年8月18日 - ）は、熊本県出身の俳優。有限会社ネオ・エージェンシー所属。身長174cm、体重70kg。
特技はアクション、殺陣、修斗（総合格闘技）、野球・水泳。少林寺拳法初段である。(協)日本俳優連合　アクション部会　委員

## 出演

### 映画
- さよなら歌舞伎町 （東京テアトル）
- スマグラー おまえの未来を運べ （ワーナー・ブラザース）
- SP 野望篇 （東宝） - 伊田 役
- スクラップ・ヘブン （オフィス・シロウズ / シネカノン）
- 座頭市 （松竹）
- 凶気の桜 （東映）
- 姐御 （東映）
- 英二 （東映） - ゴジ役
- ご存知!ふんどし頭巾 （松竹）
- 大夜逃 夜逃げ屋本舗3 （東宝）
- お墓がない! （松竹）
- 今日から俺は!! （東映）
- はいすくーる仁義 （大映）
- 木枯らし紋次郎 （東映）
- 新宿鮫 （東映）
- SAMOURAIS （フランス映画）

### テレビドラマ
- ウロボロス〜この愛こそ、正義。 （TBS） - #1 鮫島役
- SMOKING GUN〜決定的証拠〜 （CX） - #3.4. 濱田輝男 役
- レディー・ジョーカー （WOWOW 連続ドラマW）
- SP革命前日篇 （CX） - 伊田役
- 東京タワー 〜オカンとボクと、時々、オトン〜 （CX）
- 翼の折れた天使たち〜アクトレス （CX）
- 歌で逢いましょう♪ （GyaO） - #2.吉野山義夫役
- 性病先生 （GyaO）
- 緋の十字架 （CX）
- 検察官 沢木穂乃歌II （TBS 月曜ミステリー劇場） - 杉本明役
- 離婚弁護士II （CX）
- ごくせん弐00伍 （NTV）
- ドールハウス （TBS） - #10.シゲル役
- 万引きGメン・二階堂雪⑨ （TBS 月曜ミステリー劇場） - 福田隆哉役
- はぐれ刑事純情派スペシャル （EX） - 山口役
- 顔 （CX）
- ドゥニチラヴ - #1.東役
- お義母さんといっしょ （CX）
- こちら本池上署 （TBS） - #1.広瀬役
- 東京庭付き一戸建て （NTV）
- 木更津キャッツアイ （TBS）
- 恋がしたい 恋がしたい 恋がしたい （TBS）
- ファイティングガール （CX）
- カードGメン・小早川茜①・② （TBS 月曜ミステリー劇場）
- 万引きGメン・二階堂雪④ （TBS 月曜ミステリー劇場） - 園部武役
- ゲームの達人 （NHK）
- サイコメトラーEIJI2 （NTV）
- サラリーマン金太郎スペシャル （TBS日曜劇場）
- 永遠の仔 （NTV）
- FLY （NHK） - セミレギュラー
- 女医 （NTV）
- 虹色定期便 （NHK教育）
- 風の行方 （CX） - #3.太田役
- 恋の奇跡 （EX）
- はみだし刑事情熱系PART3 （EX） - #15.中根一也役
- ウルトラマンガイア （TBS）
- IZI〜極道編 （TBS） - 次郎役・レギュラー
- Damens Walker （NTV）
- ああ探偵事務所 （EX金曜ナイトドラマ）
- ツインズな探偵3 （CX金曜エンタテイメント） - 海野孝太役
- サイコメトラーEIJIスペシャル （NTV）
- 最高の恋人 （EX） - セミレギュラー
- 西遊記 （NTV）

### バラエティ
- ラスタとんねるず'94（1994年） - 「ワイルドブンブン」浅倉健隊員役